# Canelli
Canelli är en ort och kommun i provinsen Asti i regionen Piemonte i Italien. Kommunen hade 10 411 invånare (2018).